# Смешанная парная сборная Бразилии по кёрлингу
Смешанная парная сборная Бразилии по кёрлингу — смешанная национальная сборная команда (составленная из одного мужчины и одной женщины), представляет Бразилию на международных соревнованиях по кёрлингу. Управляющей организацией выступает Федерация ледовых видов спорта Бразилии (порт. Confederação Brasileira de Esportes no Gelo, англ. Brazilian Ice Sports Federation).

## Результаты выступлений

### Чемпионаты мира
| Год       | Место          | Игры           | Победы         | Поражения      | Состав (женщина, мужчина, тренер)                        |
| --------- | -------------- | -------------- | -------------- | -------------- | -------------------------------------------------------- |
| 2008—2013 | не участвовали | не участвовали | не участвовали | не участвовали | не участвовали                                           |
| 2014      | 34             | 8              | 1              | 7              | Aline Lima, Marcelo Cabral de Mello                      |
| 2015      | 30             | 9              | 1              | 8              | Aline Lima, Marcelo Cabral de Mello                      |
| 2016      | 29             | 6              | 2              | 4              | Aline Lima, Marcelo Cabral de Mello                      |
| 2017      | 28             | 7              | 3              | 4              | Анна Сибуя, Марсиу Серкинью                              |
| 2018      | 17             | 7              | 3              | 4              | Aline Goncalves, Марсиу Серкинью, Wade Scoffin (тренер)  |
| 2019      | 26             | 7              | 3              | 4              | Лусиана Баррелла, Марсиу Серкинью, Wade Scoffin (тренер) |
| 2020—2022 | не участвовали | не участвовали | не участвовали | не участвовали | не участвовали                                           |

(данные отсюда:)

### Квалификационные турниры кчемпионатам мира
| Год       | Место          | Игры           | Победы         | Поражения      | Состав (женщина, мужчина, тренер)                              |
| --------- | -------------- | -------------- | -------------- | -------------- | -------------------------------------------------------------- |
| 2019/2020 | 22             | 6              | 2              | 4              | Лусиана Баррелла, Марсиу Серкинью, Wade Scoffin (тренер)       |
| 2022/2023 | не участвовали | не участвовали | не участвовали | не участвовали | не участвовали                                                 |
| 2023/2024 | 23             | 5              | 0              | 5              | Fabiana Cristina De Souza Campos, Felipe Augusto Ribeiro Pires |
| 2024/2025 | 27             | 6              | 0              | 6              | Fabiana Cristina De Souza Campos, Felipe Augusto Ribeiro Pires |